# The Sheriff and the Man
The Sheriff and the Man è un cortometraggio muto del 1911 diretto da Harry Solter e prodotto dalla Lubin.

## Trama
Uno sceriffo è messo davanti alla scelta di osservare la legge o quella di infrangerla, consentendo a un criminale, suo vecchio amico, di fuggire.

## Produzione
Il film fu prodotto dalla Lubin Manufacturing Company.

## Distribuzione
Distribuito dalla General Film Company, il film - un cortometraggio in una bobina - uscì nelle sale statunitensi il 27 aprile 1911.